# Monety Jana III Sobieskiego
Monety Jana III Sobieskiego (1676–1696) – monety bite za panowania Jana III Sobieskiego na tronie polskim i wielkoksiążęcym litewskim. 
Wybrany na króla 21 maja 1674 r. Jan Sobieski, zaangażowany w odparcie najazdu tureckiego, koronował się dopiero 2 lutego 1676 r. W okresie jego panowania uwypukliła się potrzeba reformy monetarnej, jednak ostatecznie nic się nie zmieniło. 

## Rys historyczny
Sejm koronacyjny (1676), uchwalił otwarcie mennic, a także ustalił nowe kursy „monety szelężnej” (bieżącej). Powołana została komisja mennicza, która określiła kurs urzędowy:
- 12 złotych polskich „monetą obiegową” za dukat oraz
- 6 złotych polskich za talar.

De facto oznaczało to dewaluację monety miedzianej do połowy wartości. Rynkowy kurs był wyższy i wynosił 18 oraz 8 złotych polskich odpowiednio. Powiększona została w ten sposób rozpiętość pomiędzy wartością nominalną i realną pieniądza. W rezultacie uformowano dość skomplikowany system monetarny, w którym 1 złoty polski „monety obiegowej”, więc tymf lub 90 szelągów Boratyniego, równy był:  
- 216/17 szóstaka,
- 515/17 trojaka,
- 1113/17 półtoraka lub
- 30 groszy

100 złotych monety srebrnej, liczonej według szóstaków, odpowiadało 170 złotym monety obiegowej. Przez zrównanie z tymfem, ort przeszedł z waluty srebrnej do miedzianej, czyli stracił prostą relację do szóstaka. Ten ostatni zaś wymieniał się prosto na dwa trojaki lub cztery półtoraki, ale za to w miedzi odpowiadał 301/5 szeląga. Codzienne transakcje wymagały zaokrąglania mniejszych kwot, co dawało sprawniejszym w rachunkach sposobność do dodatkowych zysków.  
Coraz większą rolę na rynku odgrywały szóstaki i orty Prus Książęcych; wśród grubszej monety dominowały talary niderlandzkie, zwane srebrnymi dukatami (ziłveren dukaat), oraz złote dukaty – powszechna w tym czasie waluta środkowoeuropejska.  
Nowego srebra na europejskim rynku, przede wszystkim pochodzenia amerykańskiego, przybywało coraz mniej, co z jednej strony zachęcało do wznawiania eksploatacji złóż uznanych w przeszłości za nieopłacalne (wierzono, że kryją się takie w „górach Olkuskich”), z drugiej jednak wpływało na psucie standardu monety grubej w Rzeszy oraz podnosiło koszt mennictwa. Ten kryzys nazywany jest niekiedy małym Kipper i Wipper. W rzeczywistości stagnacja mennicza w Rzeczypospolitej tego czasu, miała nie tylko wewnętrzne, ale i obiektywne przyczyny.  
Ze względu na brak kruszców potrzebnych do realizacji uchwały sejmu koronacyjnego z 1676 r., następny – z 1677 r. – postanowił powrócić do stopy menniczej Jana II Kazimierza z 1658 r. Posłowie Prus Królewskich domagali się powrotu do stopy menniczej z 1654 r., inaczej nie chcieli zgodzić się na obieg u nich nowej monety.  
Również posłowie Prus Królewskich na jednym z kolejnych sejmów zarzucili, że mennica bydgoska wypuszczała monety gorsze o jedną piątą od przepisanych – prawdopodobnie przy ówczesnym kursie srebra inaczej być nie mogło. Z tego powodu 16 lutego 1685 r. sejm wydał uchwałę o treści: 

Ponieważ Mennica srebrna od Roku 1676 w Koronie otworzona mało fruktyfikowała, tedy onę [...] do przyszłego Seymu zawieramy.

Uchwalona w 1685 r. przerwa w mennictwie trwała 80 lat.
Już w 1688 r. zabiegano o ponowne otwarcie mennicy koronnej, co jednak nie odniosły skutku. Duża, dobrze wyposażona mennica bydgoska, wypełniający całą Wyspę Młyńską, mimo uchwały sejmu, zdążyła jeszcze wybić orty i szóstaki z datą 1686. Zakład przez kolejne lata utrzymywano, sporządzając inwentarze, aż do 1765 r., kiedy resztki narzędzi przewieziono do Warszawy. Mennicę krakowską rozprzedano na złom w 1688 r.
Decyzja sejmu z 1685 r. o zamknięciu mennic, pozbawiająca władze podstawowego narzędzia polityki finansowej, nastąpiła dokładnie w momencie, gdy w Europie zwrócono szczególną uwagę na zagadnienia gospodarcze. Inne państwa przystąpiły do porządkowania bilansu, rozwijały politykę merkantylistyczną, budowały floty handlowe, kolonizowały kraje zamorskie – Niderlandy np. gromadziły zapasy zboża na 10 lat, aby zniwelować wpływ wahań cen. W tym czasie Rzeczpospolita wykazywała całkowitą, zabójczą bierność. W ciągu kilku dziesięcioleci powstała prawdziwa przepaść gospodarcza pomiędzy Rzecząpospolitą Obojga Narodów i jej sąsiadami. W 1776 r. twórca liberalizmu Adam Smith pisał o unii polsko-litewskiej już jako o najbiedniejszym państwie Europy (kraju żebraczym),

...gdzie system feudalny w dalszym ciągu istnieje...

i która

...jest krajem tak samo biednym jak była nim przed odkryciem Ameryki...

## Monety

### Koronne
Monety koronne były bite jedynie w mennicach bydgoskiej i krakowskiej. Zakład w Bydgoszczy otworzono w 1677 r., a krakowski – dwa lata później. Zyski z działalności przeznaczano na pokrycie długów skarbu państwa w stosunku do Boratyniego. Dopiero w 1683 r. obie mennice odebrano spadkobiercom Boratyniego i wydzierżawione Pstrokońskiemu. 
W Bydgoszczy bito: 
- trojaki (1684),
- szóstaki (1677–1684, 1686, 1687 – może być falsyfikatem[10]),
- orty (1677–1680,1684–1686) oraz
- w niewielkiej liczbie dukaty (1681–1683) i
- dwudukaty (bez roku).

Prawdopodobnie z mennicy tej pochodził także jedyny talar koronny, który wybito w znikomym nakładzie. 
Mennica krakowska biła: 
- trojaki (1684–1685),
- szóstaki (1680–1685) oraz
- niewielką liczbę dwudukatówek (1685).

### Litewskie
W katalogach z drugiej połowy XX w. zamieszczono informację o istnieniu bardzo rzadkiego (R8) próbnego szóstaka litewskiego
- na awersie z popiersiem króla w wieńcu laurowym, z literami TLB poniżej,
- na rewersie z Pogonią i legendą określającą przynależność terytorialną do Wielkiego Księstwa Litewskiego oraz datą 1679.

W opracowaniu podano ponadto, ale ze znakiem zapytania, Kraków jako miejsce przypuszczalnego wybicia.
W początku XXI w. znana jest jedynie odbitka w miedzi tej monety.

### Miejskie Gdańska
Wśród miast pruskich własne monety bił tylko Gdańsk. Wobec nadmiaru szelągów toruńskich praktycznie nie wypuszczano tego gatunku. Tradycyjnie bito dukaty i dwudukaty – te pierwsze stosunkowo licznie, ale z przerwami. 
Uchwała sejmowa z 1685 r. o zamknięciu mennic Rzeczypospolitej nie dotyczyła miast pruskich, które żyły już w innym systemie pieniężnym, a ponadto nie dzieliły się zyskiem menniczym z Koroną, więc motyw „fruktyfikowania” ich nie dotyczył.  Dotyczył ich za to brak srebra, toteż Gdańsk do końca panowania Jana III Sobieskiego przeprowadził tylko dwie akcje mennicze:
- w 1688 r. – dukaty i bilonowe szelągi – te ostatnie, z monogramem królewskim I3R oraz poziomym napisem jak dawniej, ale bez godła Gdańska, przeznaczono na miejscowy rynek i wykonano w liczbie 128 220 sztuk (do końca pierwszego dziesięciolecia XXI w. żadna taka moneta nie została odnaleziona w Gdańsku),
- w 1692 r. – dukaty oraz nowo zaprojektowany dwudukat i próbny czterodukat.

W Gdańsku wybito również tytułem próby talary w liczbie zaledwie 200 sztuk oraz złote donatywy o różnej wartości.
Monety gdańskie były bardzo starannie bite i pięknie opracowane plastycznie.
Wobec braku miejscowej emisji monety obiegowej, na rynku gdańskim upowszechniły się nie tylko książęco-pruskie orty i szóstaki, ale również szelągi.

### Lenne kurlandzkie
Wobec ogólnego zastoju mennictwa emisję monet wznowiła po długiej przerwie lenna Kurlandia bijąc przede wszystkim półtoraki (1687–1696). W 1689 r. wybito dukat, a w 1694 r. – szóstaki i orty ze stylizacją upodobnioną do konterfektów władców Prus:
- Fryderyka Wilhelma Wielkiego Elektora i
- Fryderyka III.

Podobieństwa te miały prawdopodobnie ułatwić obieg tym monetom.
W 1696 r. wybito również szeląg miedziany – większy od szelągów Boratyniego, ale mający je naśladować.
Ostatnią monetą z imieniem Jana III Sobieskiego był półtorak kurlandzki z 1696 r.

### Naśladownictwa
Na Ukrainie lewobrzeżnej kontynuowano mennictwo z prawobrzeża. Za pomysłem promoskiewskiego hetmana Iwana Samojłowicza, Moskale planowali w 1676 r. wybijać półtoraki, czyli czechy w Putywlu na Ukrainie Słobodzkiej, Monety miały być przeznaczone dla wojska na Ukrainie. 
Produkcję organizował pojmany w przeszłości w Łysiance mincerz Jan Grankowski, dysponujący podstawowym narzędziem do wybijania monet w zachodnim stylu, nieznaną w Moskwie prasą walcową. Przygotowane projekty były naśladownictwami półtoraków Zygmunta III Wazy. Zanim jednak doszło do uruchomienia produkcji, w 1676 r. zmarł car Aleksy, a jego następca, Fiodor III, najpierw zezwolił na dalsze prace, gdy jednak wszystko było gotowe – odwołał. 
Dopiero w 1686 r., już za Iwana V i Piotra I, w związku z ekspedycją wojskową na Krym powrócono do pomysłu i wreszcie go zrealizowano w Siewsku. Emisję z datą 1686 prowadzono do 1687 r, bo w Moskwie obowiązywał styl wrześniowy kalendarza. Wbrew nadziejom hetmana Samojłowicza, monety (złej jakości) były bardzo niepopularne. Z upadkiem hetmana nastąpił koniec emisji, która stanowiła ostatni znany przypadek naśladowania polskiego standardu monetarnego na obcy rynek. 

## Ikonografia
W przypadku mennic koronnych wyróżniały się przede wszystkim dukaty oraz bardzo rzadki talar, po raz pierwszy w polskim mennictwie z napisem na obrzeżu (rancie): 

INGENTIBVS AVSIS QVO VIS MONSTRAT ITER

Na awersie popiersie królewskie umieszczano wymiennie w koronie lub, antykizowane, w wieńcu laurowym i zbroi, okrytej draperią lub nie. Mimo występujących na monetach sygnatur, ich podział pomiędzy obie mennice koronne na początku XXI w. nie jest jasny.
W Gdańsku na dukatach najpierw stosowano tryumfalny portret Jana III Sobieskiego – w wieńcu – w roku wiktorii wiedeńskiej (1683) zmieniony na popiersie w koronie, dzieło Johanna Höhna młodszego, które pojawiło się też na okazałym talarze z 1685 r.
Na awersie półtoraków kurlandzkich umieszczano wielopolowy herb kurlandzko-semigalski otoczony imieniem księcia Fryderyka Kazimierza, a na rewersie, wokół jabłka królewskiego, imię i tytuły Jana III Sobieskiego.
Na dukacie kurlandzkim z 1694 r. z portretem księcia, na rewersie umieszczono herb księstwa na piersi Orła z koroną, a u dołu z małą Pogonią litewską.
Bite tylko w 1694 r. kurlandzkie szóstaki i orty otrzymały na rewersach znaki Rzeczypospolitej, skopiowane z koronnych szóstaków (dwie lub trzy tarcze) i ortów (tarcza czteropolowa).